# 迎賓館
迎賓館（げいひんかん、英: State Guest Houses）は、外国の国家元首や政府の長などの国賓を迎え入れた時に、会食や宿泊等の接遇を行う施設。日本では皇居宮殿での歓迎晩餐会の答礼など、外交儀礼のための接宴として、天皇など皇室関係者が臨席し、晩餐会が行われることもある。また、財閥系企業を中心に迎賓館的な施設を所有している場合があり、また企業グループが本業以外の子会社として所有するホテルやリゾート施設も、その企業への来訪客をもてなす目的もあるため、「迎賓館」になぞらえることがある。

## 日本の迎賓館
日本の迎賓館は、内閣府の施設等機関であり、東京都港区元赤坂の迎賓館赤坂離宮と、京都府京都市上京区の京都御苑内の京都迎賓館の2か所がある。2015年度までは非公開だったが、接遇に支障のない時期（通常は8月）に、事前の申し込み（多数の場合は抽選）により、一般参観することができた（改修等で募集が行われない年もある）。
2016年度からは観光振興のためユニークベニュー政策により、通年一般公開されるようになった。迎賓館赤坂離宮は、本館、庭園（前庭、主庭）は予約なしで参観できる。和風別館はインターネットからの完全予約制。いずれも有料。公開時間は午前10時 - 午後5時。水曜日休館。接遇などのため一般公開が中止になることがあるため、内閣府迎賓館赤坂離宮のホームページなどで確認を
。京都迎賓館も予約なしで参観可能（有料）。
迎賓館の使用については『迎賓館運営大綱について』、国・公賓の定義および接遇内容については『国賓及び公賓の接遇について』などにより定められている。これらの規定によれば、迎賓館での宿泊及び接遇を行うことができるのは外国の元首またはこれに準する者で、国賓として招請することを閣議決定した場合である。また、行政府以外の三権の長相当の外国の賓客についても閣議決定により宿泊させることができる。さらに、首脳外交など実務を目的として訪日する外国の元首や首相などに対しては、「公式実務訪問賓客」として宿泊を伴わない招宴その他の接遇も行われている。過去3回行われた東京サミットなどの多国間国際会議も、この接遇範疇に該当する行事として実施された。京都迎賓館においては、上記の目的に加えて地方公共団体による外国元首・首相等の接遇にも使用できると規定されている。
なお近年では、内閣総理大臣と外国首脳との会談には外務省の飯倉公館（東京都港区麻布台一丁目）が利用されることも多い。

### 京都迎賓館
京都迎賓館は、京都府京都市上京区の京都御苑内にある。平安遷都から1200年にあたる1994年（平成6年）10月に国立京都迎賓館として建設が閣議決定され、2005年（平成17年）4月17日に開館した。英字表記は Kyoto State Guest House 。洋風の赤坂迎賓館とは対照的な和風建築で、最大約70名まで収容できる大広間「夕映の間」や、最大120名収容の晩餐室の「藤の間」、国賓・公賓とその随員のための宿泊施設などがある。京都迎賓館内には日本庭園があり、玄関前の「真の庭」、館内の中央「行の庭」、賓客宿泊室に面する「草の庭」の3面で構成されている。

## 日本以外の迎賓館・迎賓施設
- アムステルダム王宮（オランダ語版） (Paleis op de Dam): オランダ・アムステルダム
- エステベス宮殿（スペイン語版） (Palacio Estévez): ウルグアイ・モンテビデオ
- オテル・ド・マリニー（フランス語版） (Hôtel de Marigny): フランス・パリ
- クリスチャンスボー城 (Christiansborg Slot): デンマーク・コペンハーゲン
- ケルス宮殿 (Palácio Nacional de Queluz): ポルトガル・シントラ
- ココナッツ・パレス（英語版） (Coconuts Palace): フィリピン・マニラ
- ハイデラバード・ハウス (हैदराबाद हाउस): インド・ニューデリー
- ドルマバフチェ宮殿 (Dolmabahçe Sarayı): トルコ・イスタンブール、アンカラ宮殿 ( Ankara Palas): トルコ・アンカラ
- バーンパイン宮殿 (พระราชวังบางปะอิน): タイ・アユタヤ
- ファームレイハウス（英語版） (Farmleigh House): アイルランド・ダブリン
- ブレアハウス (Blair House): アメリカ合衆国・ワシントン
- ベルビュー宮殿 (Schloss Bellevue): ドイツ・ベルリン
- メーゼベルク城（ドイツ語版）(Schloss Meseberg) : ドイツ・ブランデンブルク州
- ホテル・インペリアル（ドイツ語版） (Hotel Imperial): オーストリア・ウィーン
- マリア宮殿 (Маріїнський палац): ウクライナ・キーウ
- マドリード王宮 (Palacio Real de Madrid): スペイン・マドリード
- リフテンシュテイン宮殿（チェコ語版） (Lichtenštejnský palác): チェコ・プラハ
- 台北賓館 (臺北賓館)、円山大飯店 (圓山大飯店): 台湾・台北
- 百花園迎賓館（朝鮮語版）: 北朝鮮・平壌
- 釣魚台国賓館 (钓鱼台国宾馆): 中国・北京
- ホテル新羅境内の迎賓館、青瓦台迎賓館、三清閣: 韓国・ソウル

## 国際博覧会の迎賓館
国際博覧会が開催された時は、外国館参加の各国から王族・元首・閣僚級の賓客が、各国のナショナルデーに会場を訪問するために、「迎賓館」が設置される。「万博迎賓館」として、前述の内閣府の迎賓館とは区別される。国際博覧会開催中だけの臨時施設であるが、博覧会閉幕後も保存されている例もある。